# 第15回先進国首脳会議
第15回先進国首脳会議（だい15かいせんしんこくしゅのうかいぎ）は、1989年7月14日から16日まで、フランスのパリ郊外で開催された先進国首脳会議。会場がラ・デファンス地区のグランダルシュだったため、「アルシュ・サミット」「グラン・アルシュ・サミット」「Summit of the Arch」「(le) Sommet de l'Arche」とも呼ばれる。

## 概要
フランス革命記念日（パリ祭）にあたる7月14日（金）から16日（日）まで、パリの歴史軸上にあるラ・デファンス地区にパリ大改造計画（グランプロジェ）を象徴する建造物の1つとして新築されたグランダルシュ（新凱旋門ビル）にて、同計画を主導したミッテラン大統領をホストに開催された。並行してフランス革命200周年記念行事が開催され、これに参加する開発途上国首脳が多数パリを訪問し、15回会議に参加した。
東欧革命（1989年革命）が進行する中での開催であり、同年11月10日にはベルリンの壁が崩壊し、同年12月3日にはマルタ会談にて米ソ冷戦の終結が宣言された。
日本にとっては、平成（1989年1月8日 - 2019年4月30日）に入って最初のサミットであり、昭和天皇の闘病中から続いた自粛ムードが2月24日の大喪の礼をもって終息に向かい、バブル景気の絶頂期に向かっていた。

## 出席首脳
サミットに参加した首脳は以下の通り:

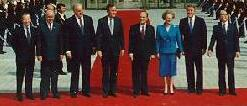
首脳集合写真

- フランソワ・ミッテラン（議長・フランス共和国大統領）
- ジョージ・ブッシュ（アメリカ合衆国大統領）
- マーガレット・サッチャー（イギリス首相）
- ヘルムート・コール（西ドイツ首相）
- 宇野宗佑（日本国内閣総理大臣）
- チリアーコ・デ・ミータ（イタリア首相）
- ブライアン・マルルーニー（カナダ首相）
- ジャック・ドロール（欧州委員会委員長）

## 議題
- 国際経済情勢
- 国際通貨動向と調整
- 経済の効率性の向上
- 貿易問題
- 開発の一般的な問題
- 最貧国の状況
- 債務国向けの新債務戦略
- 環境問題
- 薬物問題
- エイズに対する国際協力

## 首脳肖像

### G7コアメンバー

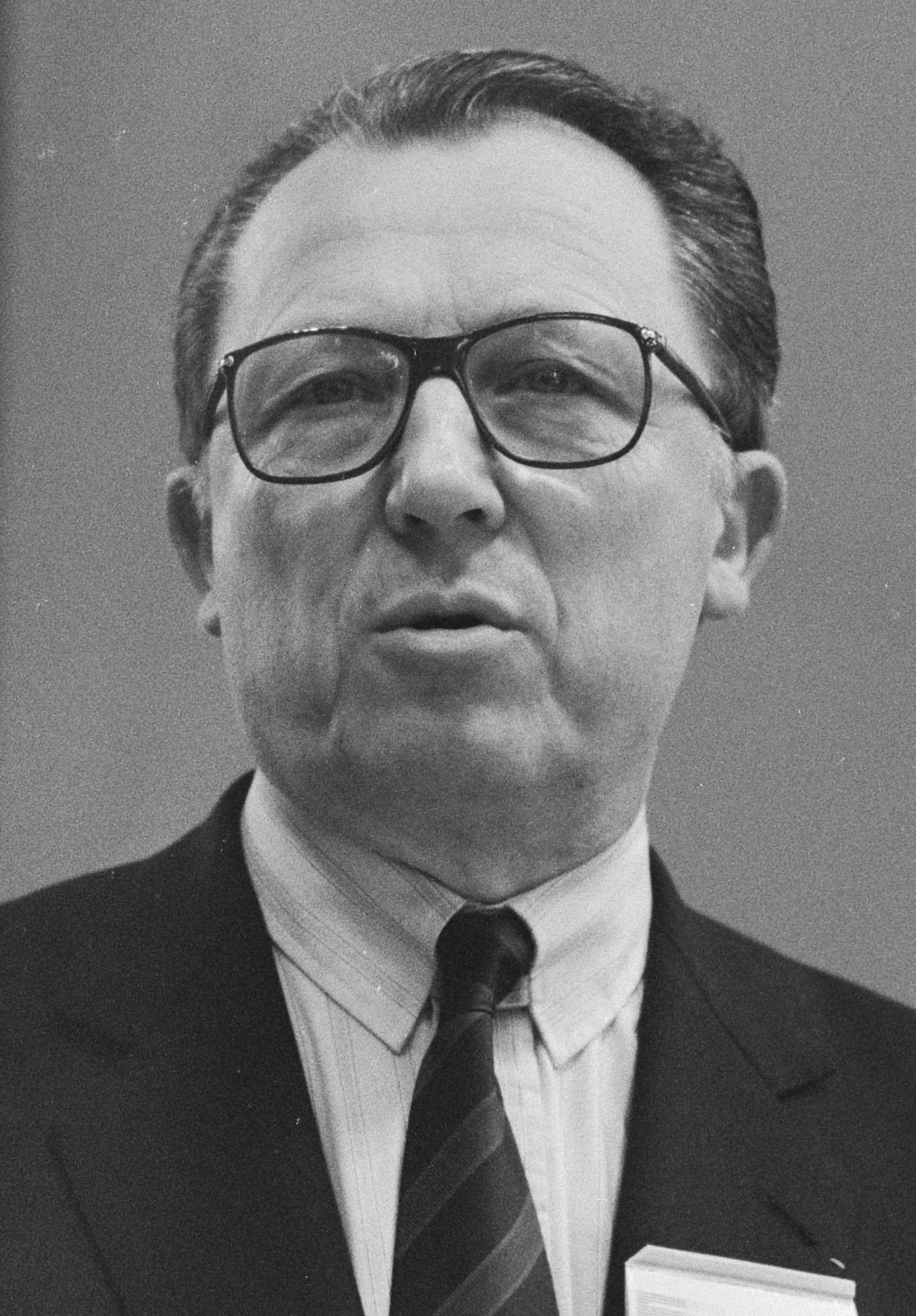
欧州連合 ジャック ドロール, 欧州委員会委員長

カナダ ブライアン マルルーニー, カナダ首相
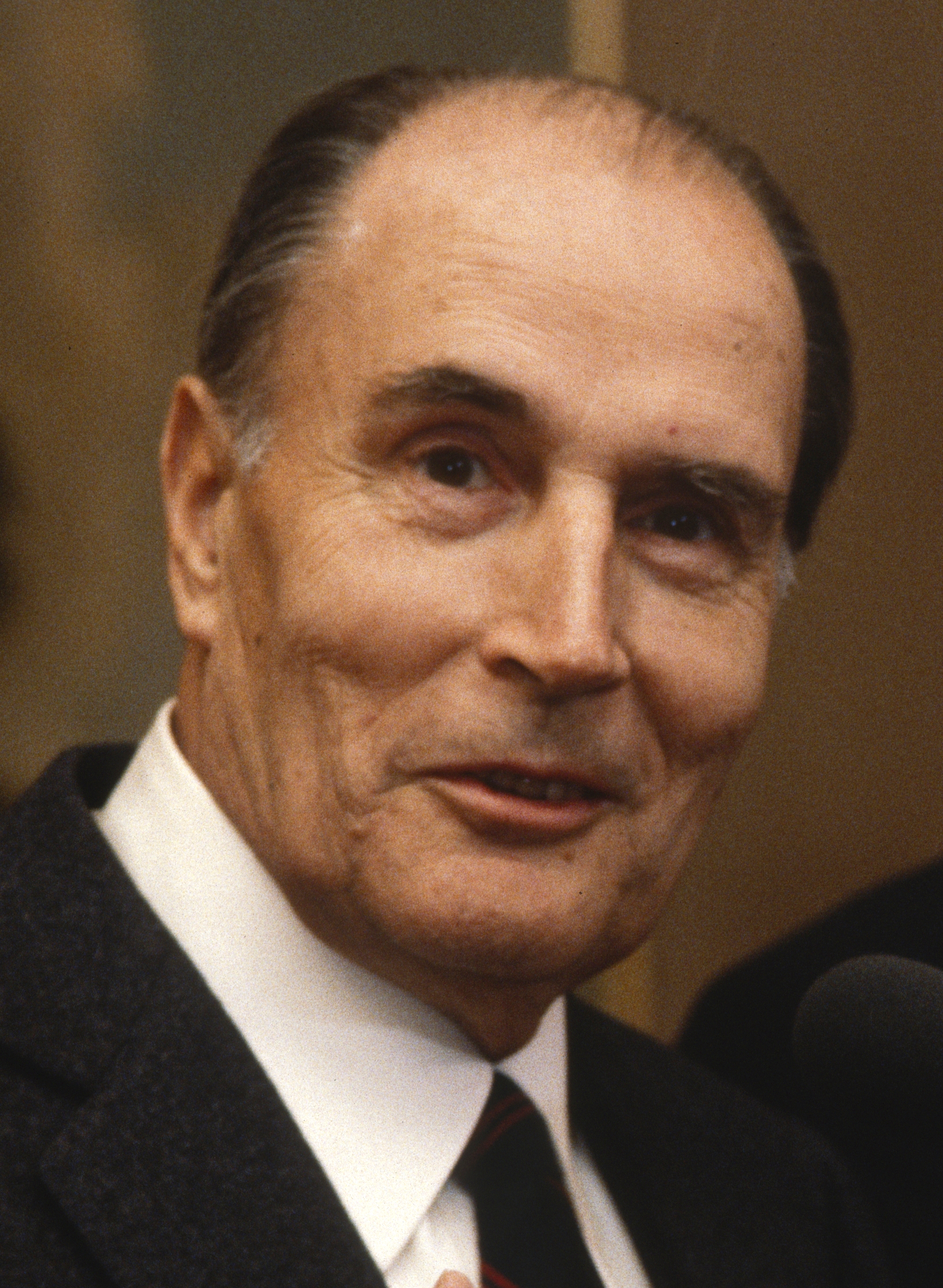
フランス フランソワ ミッテラン, フランス大統領 (ホスト)
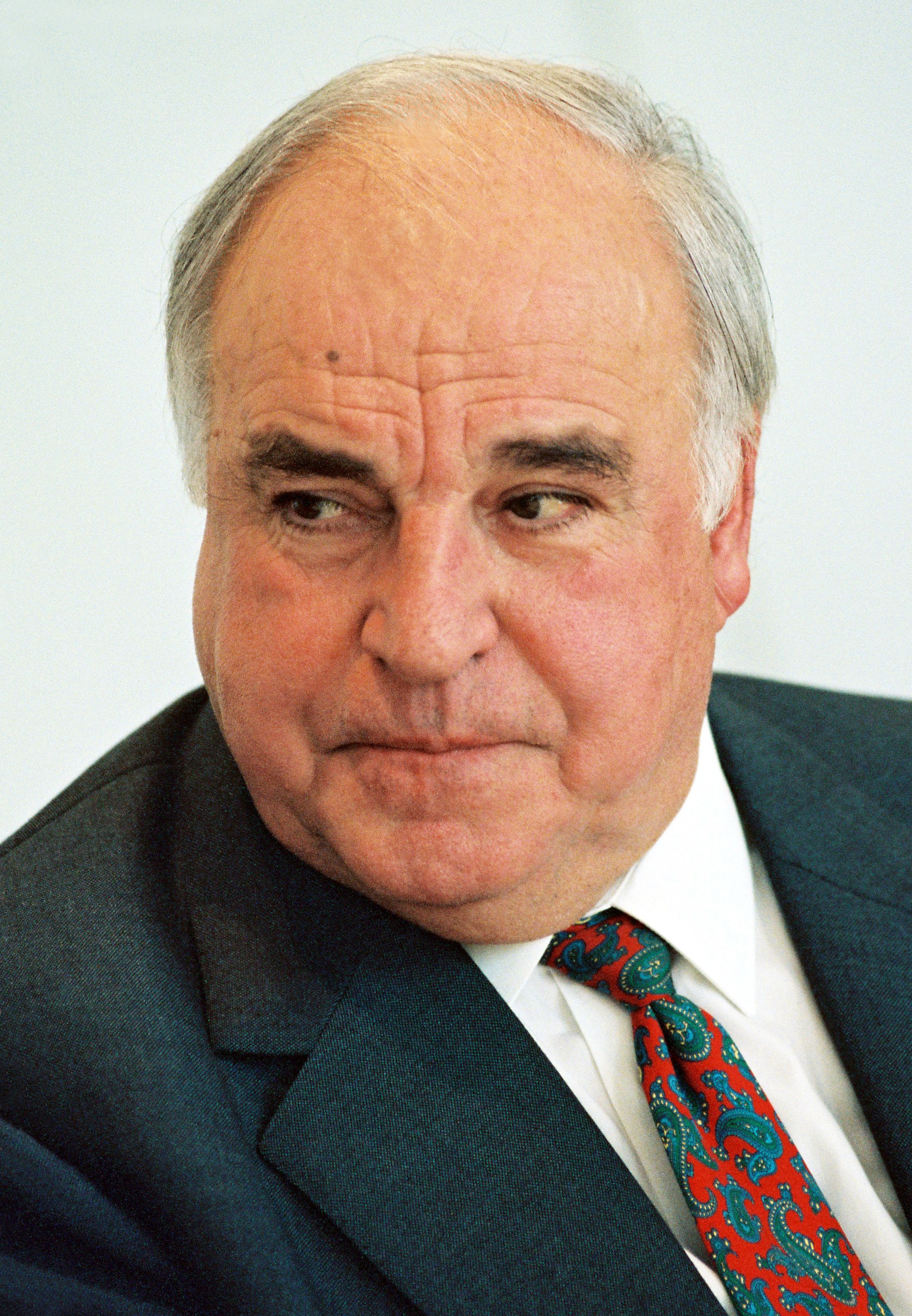
西ドイツ ヘイルムート コール, 西ドイツ首相
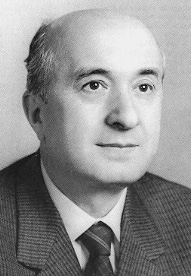
イタリア チリアーコ デ ミータ  , イタリア首相
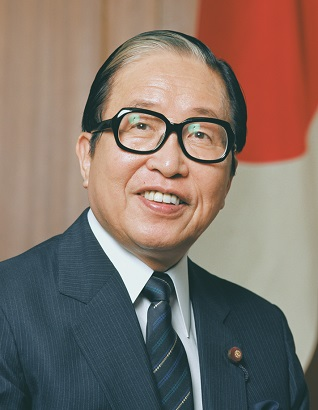
日本国 宇野宗介, 内閣総理大臣
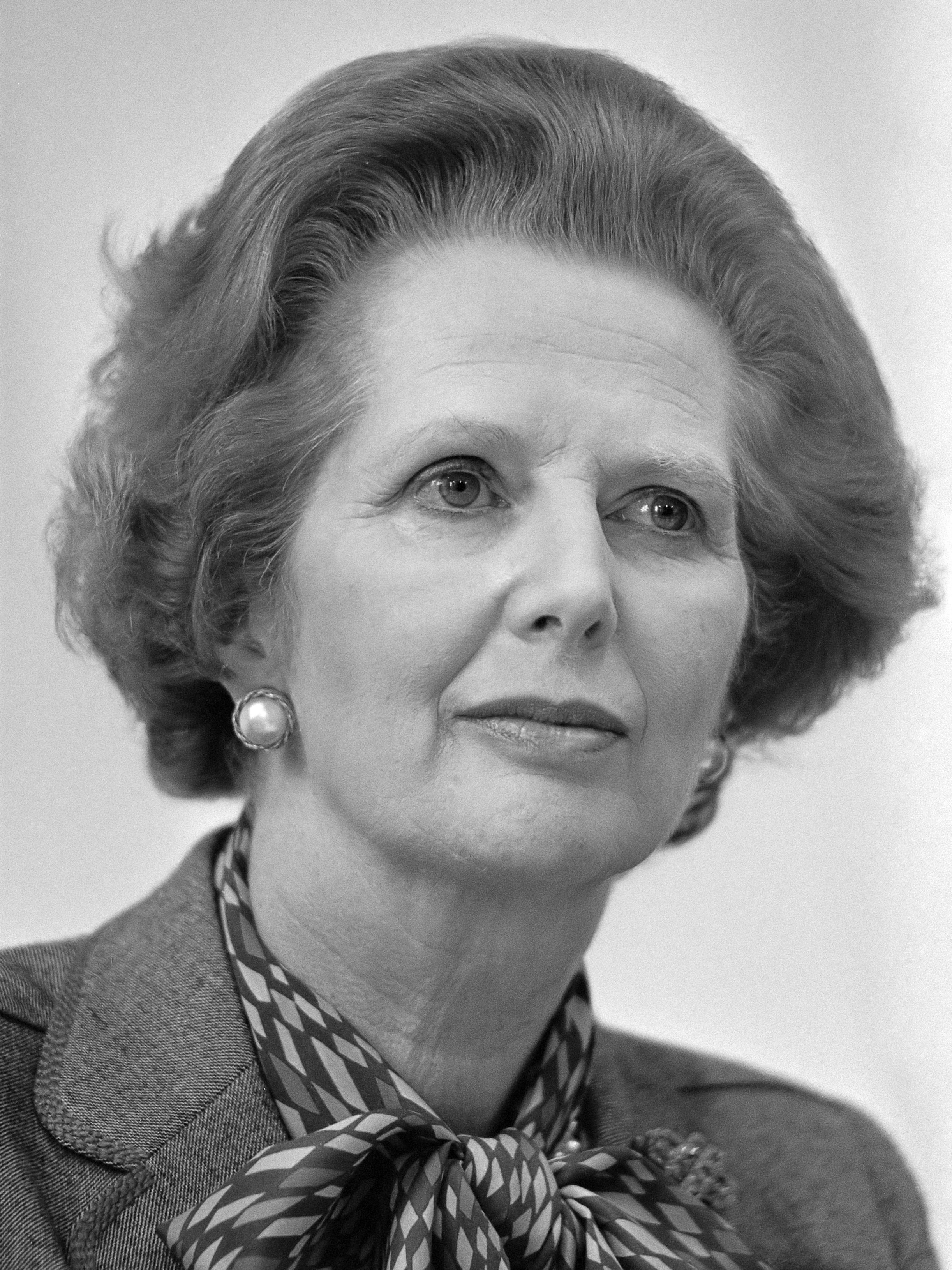
英国 マーガレット サッチャー, 英国首相
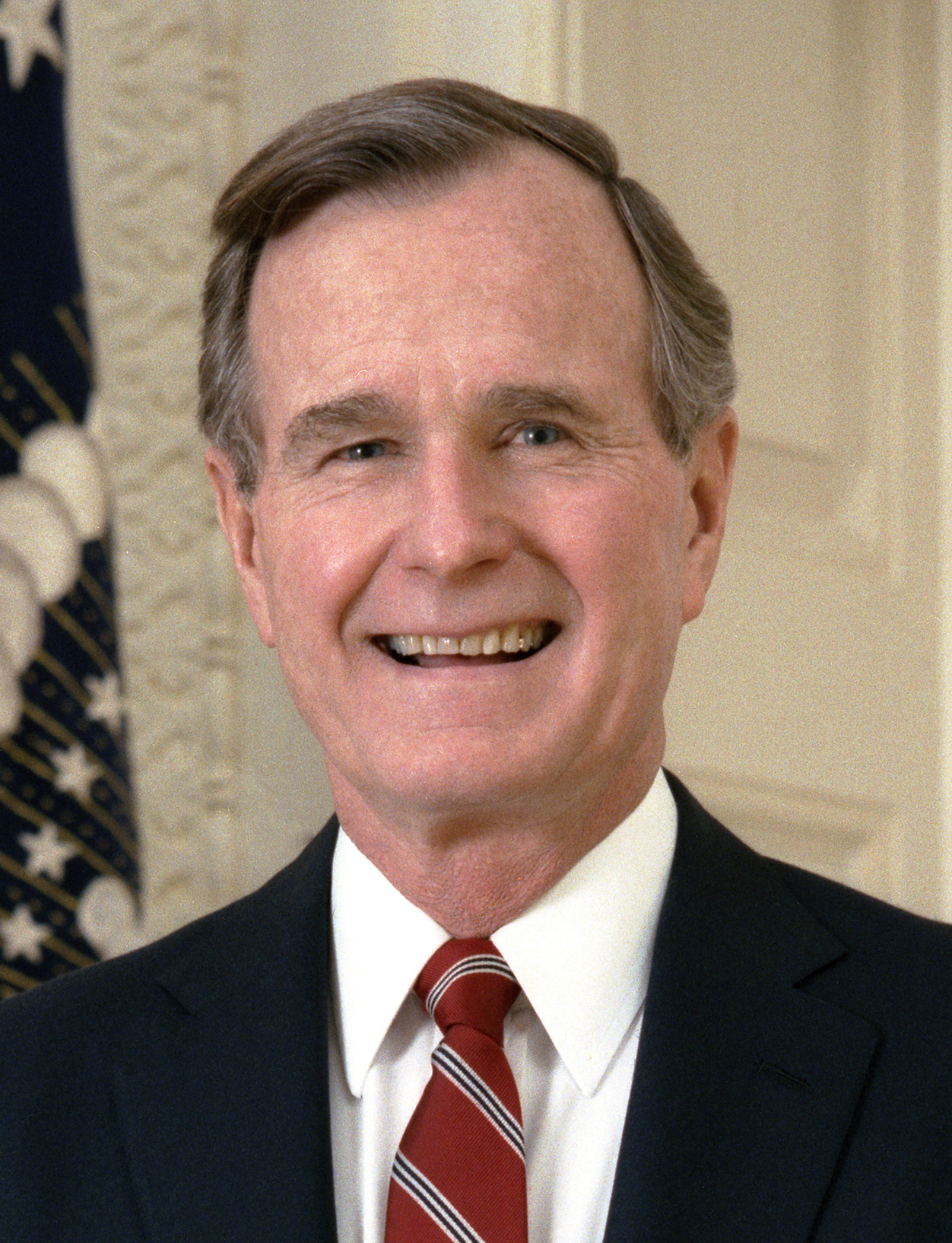
米国 ジョージ・H・W・ブッシュ, 合衆国大統領

- 欧州連合
ジャック ドロール, 欧州委員会委員長